# Kutno
Kutno [ˈkutnɔ] är en stad i centrala Polen, belägen cirka 50 kilometer norr om Łódź. Den ligger i Łódź vojvodskap och är en viktig järnvägsknut. Staden hade 44 718 invånare (2016).
Författaren Sholem Asch föddes i Kutno.